# 阿尔西比亚德斯
阿尔西比亚德斯（希腊语：Ἀλκιβιάδης Κλεινίου Σκαμβωνίδης；Alcibiades；前450年—前404年），又称亚西比德、阿尔喀比亚德，是雅典杰出的将军，政治人物。雅典政要伯里克里斯是他母系族伯，曾養育過他。阿尔西比亚德斯是這個貴族家系的最后一名著名成员，这个家族在伯罗奔尼撒战争之后衰败，他在战争的后半段扮演重要角色。
在伯罗奔尼撒战争期间，阿尔西比亚德斯曾经数次更换他的政治忠诚。在故乡雅典时，他主张好戰的外交政策，西元前418年，發動西西里遠征。出征前政客 Androcles 和 Thessalus 指控阿尔西比亚德斯藐視褻瀆克瑞斯女神和普洛塞庇娜女神。這在當時的雅典是重罪。阿尔西比亚德斯領兵在外，不願回國受審，因此被判處死刑、全部財產充公。阿尔西比亚德斯憤而投降斯巴達，導致西西里島爭奪戰戰敗。
他在斯巴达担任战略顾问，提议或监督了反对雅典的几次主要战役。但是在斯巴达，阿尔西比亚德斯也很快面临强大的敌人，又被迫叛投波斯。他在那里担任顾问，直到他的雅典政治盟友将其召回。前410年阿尔西比亚德斯重掌雅典的艦隊，此後3年間更是引導著雅典連戰連勝。西元前404年，阿尔西比亚德斯被拉斯地蒙人打敗，喪失幾艘戰船，竟被雅典重責，拔除將軍之職。阿尔西比亚德斯只好再度逃亡，他先後流亡到比提尼亞與波斯，但不久後在波斯的盟邦斯巴達的要求下，波斯皇帝包圍了阿尔西比亚德斯的宅邸，後者突圍時中箭身亡。

## 評價
西西里远征是阿尔西比亚德斯的想法，学者们认为，如果远征由阿尔西比亚德斯而不是尼西阿斯指挥，可能不会是后来那样灾难性的结果。在斯巴达期间，阿尔西比亚德斯在重创雅典中扮演重要角色；占领戴凯列阿（Decelea），和几次关键性的雅典叛乱，都是在他的建议或监督下发生的。但是他一旦回到故乡，就在雅典一系列的胜利中扮演关键角色，最终迫使斯巴达寻求与雅典媾和。他支持非传统的战术，频繁通过背叛或谈判而不是围攻来夺取城市。阿尔西比亚德斯的军事和政治天才频频向他当时所效忠的城邦证明他的价值，但是他树立强敌的能力也使他不会留在一个地方很久。